# Temotuloto
Temotuloto – niewielka wyspa położona na Oceanie Spokojnym, w archipelagu Tuvalu, w południowo-zachodniej części atolu Nukufetau.